# Orica (kommun)
Orica är en kommun i Honduras.   Den ligger i departementet Departamento de Francisco Morazán, i den centrala delen av landet, 70 km norr om huvudstaden Tegucigalpa. Antalet invånare är 10 575. Arean är 344 kvadratkilometer.
Terrängen i Orica är kuperad.